# 洛津卡河
洛津卡河（烏克蘭語：Лозинка），是烏克蘭北部的河流，屬於烏納瓦河的右支流。該河發源自波皮利尼亞，流經日托米爾州的日托米爾區，河道全長6公里。